# Алонзо Бейберс
Алонзо Бейберс (англ. Alonzo Babers; нар. 31 жовтня 1961, Монтгомері, Алабама, США) — американський легкоатлет, що спеціалізується на спринті, дворазовий олімпійський чемпіон 1984 року, чемпіон світу.

## Кар'єра
| Рік             | Змагання         | Місто                | Місце           | Дисципліна            | Примітки        |
| Представник США | Представник США  | Представник США      | Представник США | Представник США       | Представник США |
| --------------- | ---------------- | -------------------- | --------------- | --------------------- | --------------- |
| 1983            | Чемпіонат світу  | Гельсінкі, Фінляндія | 6               | естафета 4×100 метрів | 3:05.29         |
| 1984            | Олімпійські ігри | Лос-Анджелес, США    | 1               | біг на 400 метрів     | 44.27           |
| 1984            | Олімпійські ігри | Лос-Анджелес, США    | 1               | естафета 4×400 метрів | 2:57.91         |